# Nhà thờ Saint-Eustache

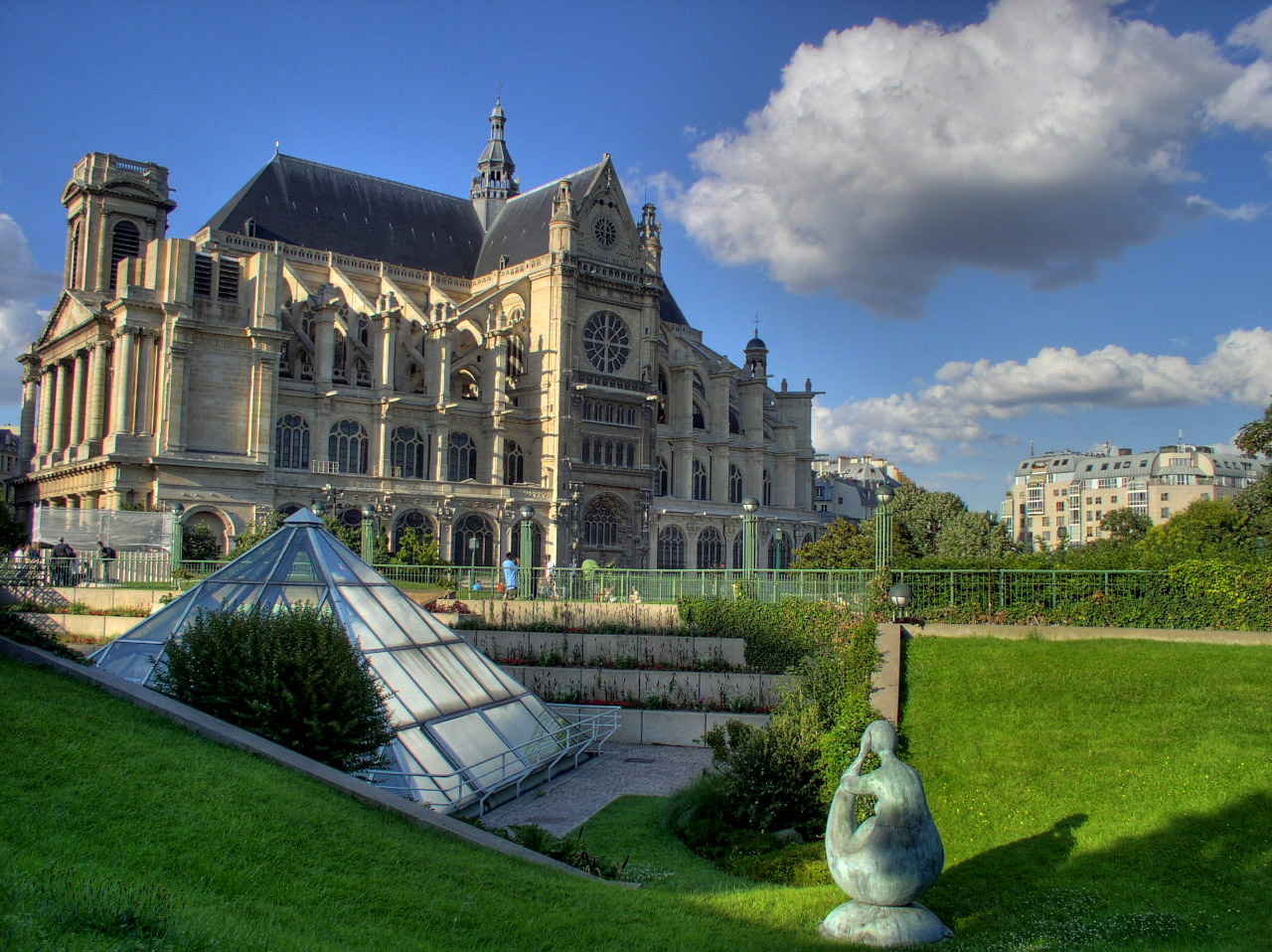
Nhà thờ Saint-Eustache

Nhà thờ Saint-Eustache là một nhà thờ Công giáo ở Paris. Được xây dựng trong hơn một thế kỷ, nhà thờ Saint-Eustache mang nét kiến trúc pha trộn, bao gồm cả Gothic, Phục Hưng và Baroque. Nằm gần cung điện Louvre, trong một thời gian dài, Saint-Eustache là nhà thờ quan trọng của Paris.
Nhà thờ Saint-Eustache nằm trong khu phố Les Halles, thuộc Quận 1 của thành phố. Bên nhà thờ là khu vườn của Les Halles và các con phố mua sắm.
Bản vẽ nhà thờ Saint-Eustache được lấy cảm hứng từ nhà thờ Đức Bà. Saint-Eustache bao gồm hai gian bên và một cánh ngang rộng. Điện thờ không xây lối ra. Các trang trí theo phong cách Phục Hưng và cả Gothic với những cây cột và vòm. Dàn đàn ống của nhà thờ Saint-Eustache gồm hơn 8000 ống. Đây là dàn đàn ống lớn nhất nước Pháp, được phục chế lại sau vụ cháy năm 1844. Từ năm 1989, nhà thờ Saint-Eustache là nơi tổ chức liên hoan dàn đàn ống. Trong hai tháng 7 và 8, nhiều buổi biểu diễn được tổ chức ở đây.
Trước cửa nhà thờ, một tổ chức từ thiện mang tên Soupe Saint-Eustache - Súp Saint-Eustache - phân phát bữa ăn miễn phí cho những người vô gia cư vào mỗi tối mùa đông. Được thành lập từ năm 1984, hiện nay tổ chức này giúp đỡ trung bình 200 suất ăn một tối.
Nằm gần cung điện Louvre, một thời gian dài nhà thờ Saint-Eustache được xem như nhà thờ hoàng gia. Vua Louis XIV được rửa tội ở đây. Jean-Baptiste Colbert, Tiberio Fiorelli, Jean-Philippe Rameau, François de Chevert được mai táng tại nhà thờ. Đám tang mẹ của Mozart cùng được tổ chức ở nhà thờ Saint-Eustache.

## Lịch sử
Nhà thờ Saint-Eustache được xây dựng để thay thế cho nhà thờ nhỏ, vốn thờ thánh Agnès, ở khu Les Halles. Vào thời kỳ đó, Les Halles là khu phố giàu có nhất của Paris. Nhà thờ mới được mang tên vị thánh Saint Eustache của La Mã.
Ngày 9 tháng 8 năm 1532, Jean de La Barre, quan thái thú Paris đặt viên đá đầu tiên. Kiến trúc sư thiết kế là Pierre Le Mercier đã lấy cảm hứng từ nhà thờ Đức Bà. Pierre Le Mercier bắt đầu công trình ở điện thờ phía Bắc. Trong những năm 1540, mặt trước phía Nam được xây dựng và đầu thế kỷ 17 tiếp đến điện chính. Công việc tiếp tục với hai kiến trúc sư Charles David và François Petit và được cá nhân Jean-Baptiste Colbert tài trợ. Tới năm 1637, nhà thờ Saint-Eustache được làm lễ thánh hóa.
Xây dựng trong hơn một thế kỷ, nhà thờ Saint-Eustache bị ảnh hưởng bởi cả hai phong cách kiến trúc: Gothic và Phục Hưng. Mặt chính phía trước chưa hoàn toàn hoàn thành, đã bị phá vào năm 1754. Mười năm sau, nó được làm mới mang kiến trúc Baroque của kiến trúc sư Hardouin-Mansart de Jouy.
Trong thời kỳ Cách mạng Pháp, từ năm 1793 nhà thờ bị đóng cửa rồi được sử dụng cho mục đích khác. Tới năm 1803, công trình mới quay trở lại thành nhà thờ tôn giáo. Năm 1844, một vụ cháy đã làm tổn hại nghiêm trọng đến nhà thờ, phá hủy dàn đàn ống và ba gian giữa. Sau đó, công trình được kiến trúc sư Victor Baltard cho sửa chữa lại.

## Hình ảnh

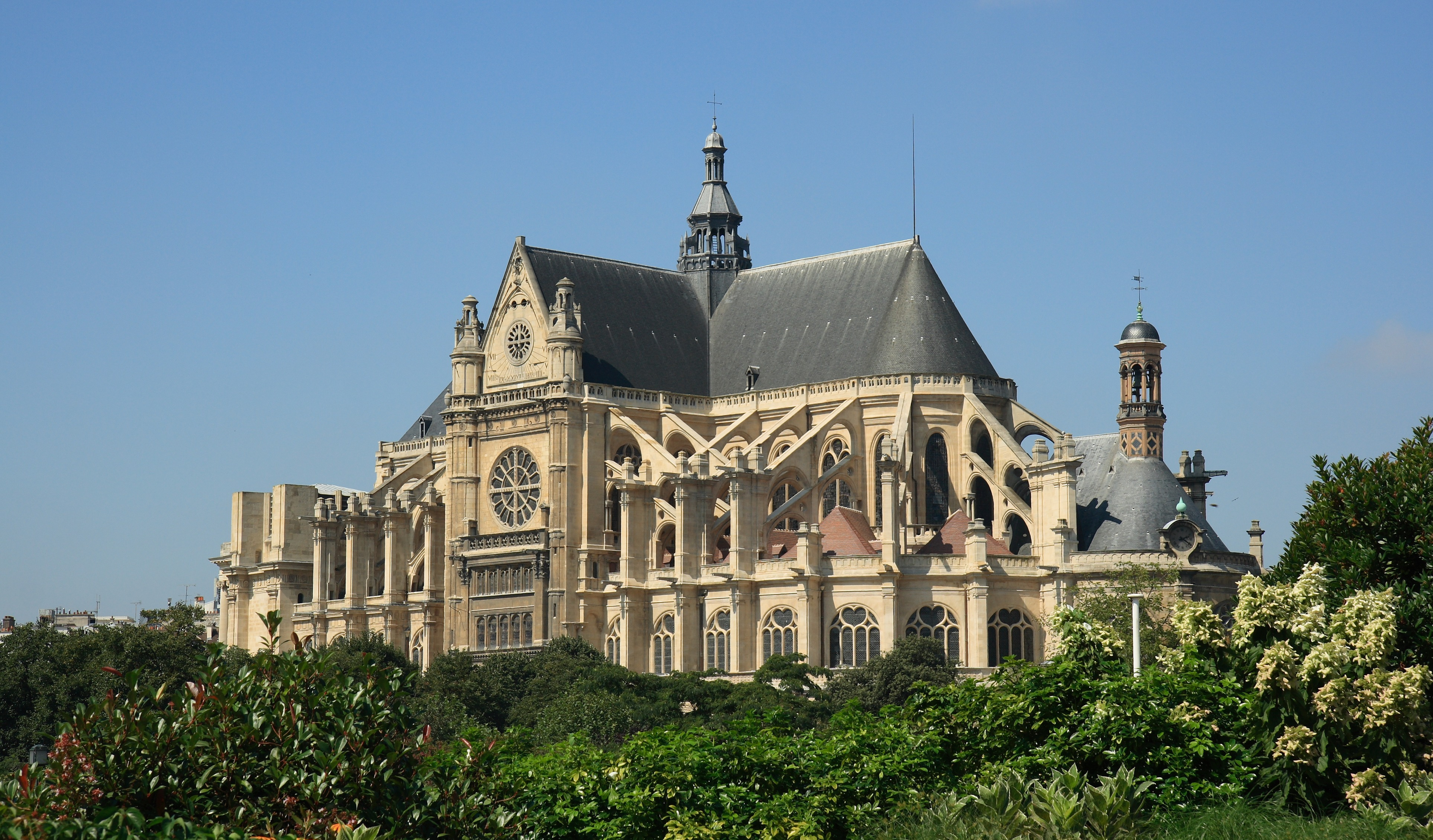
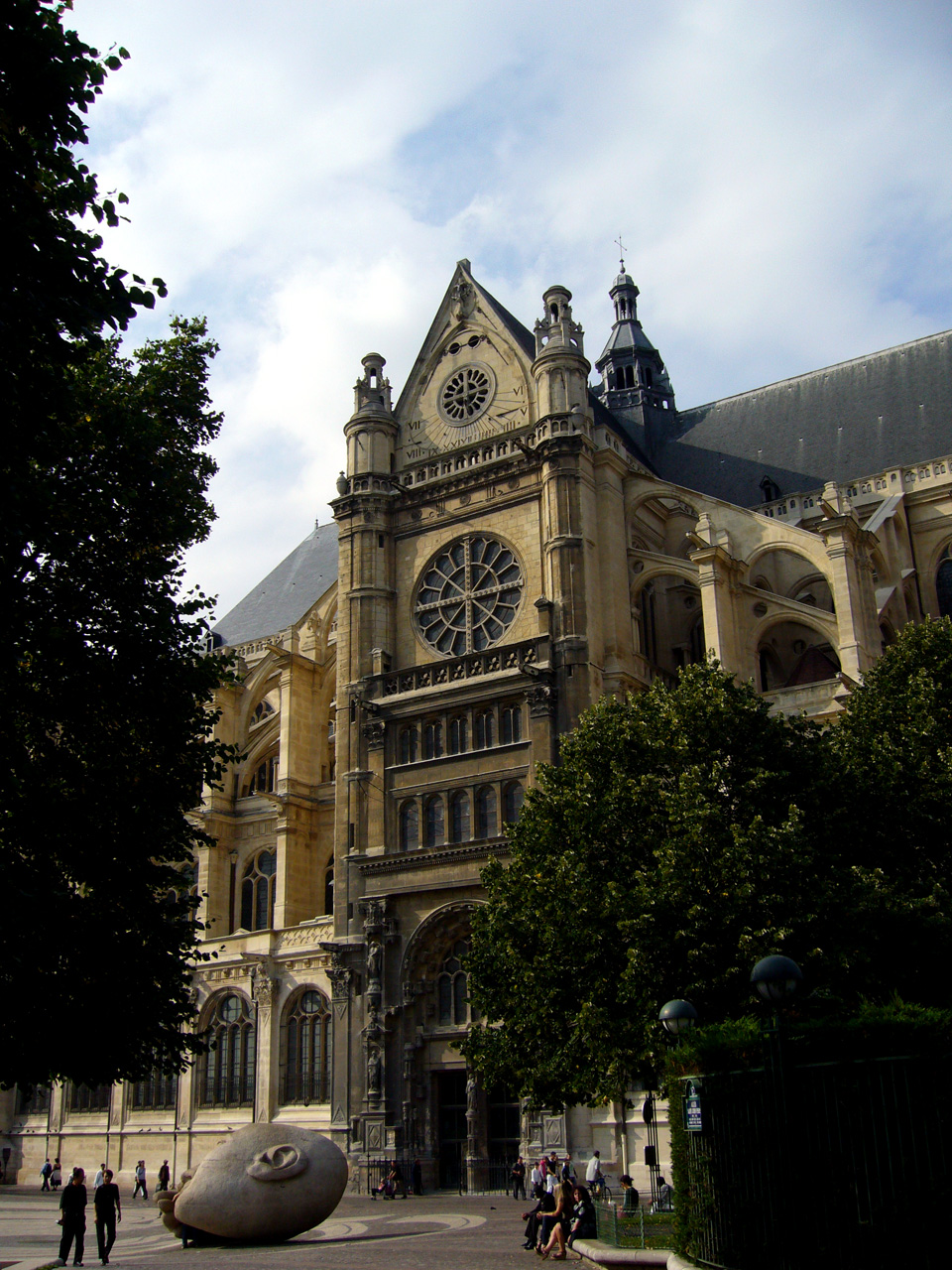
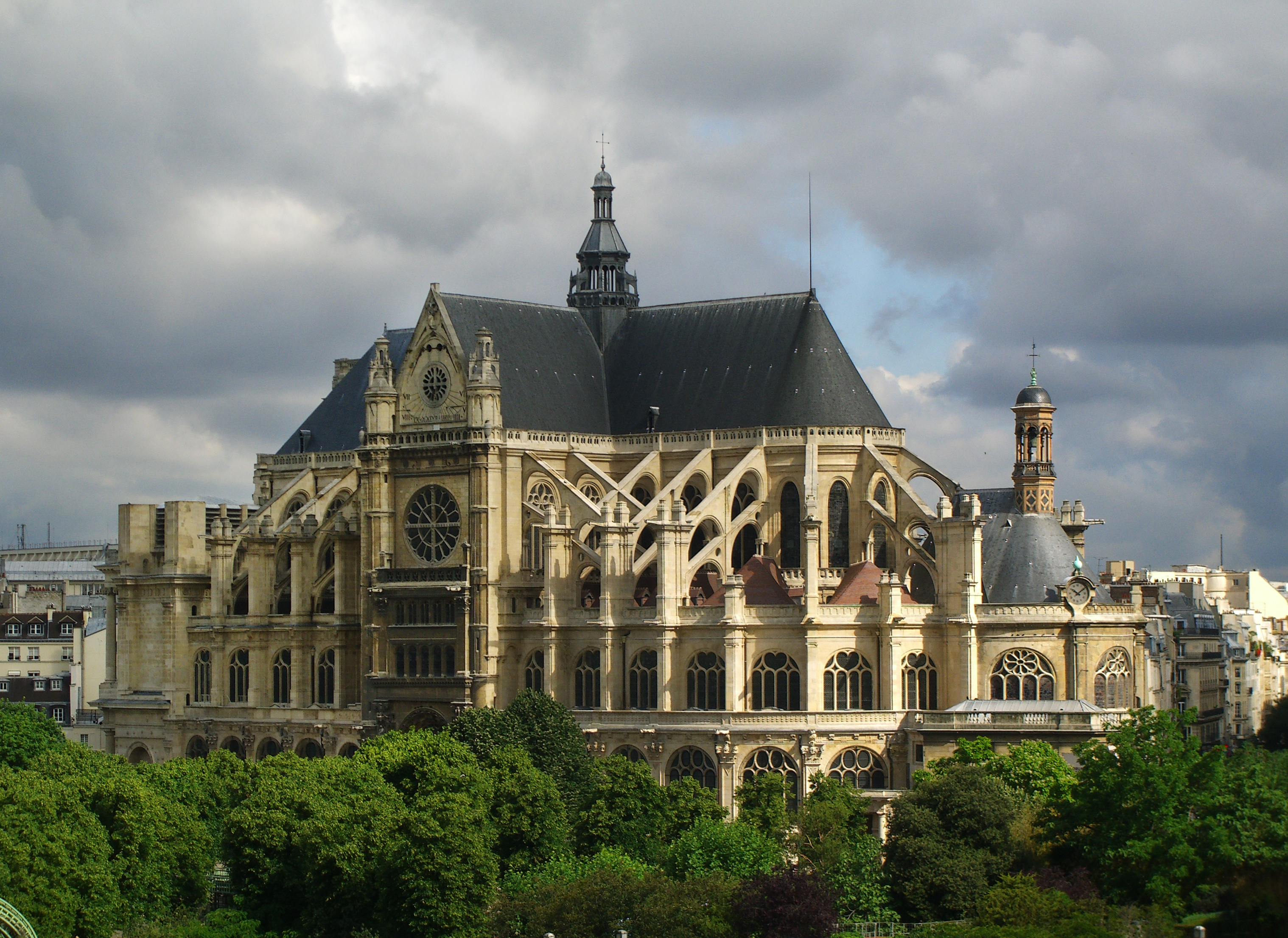
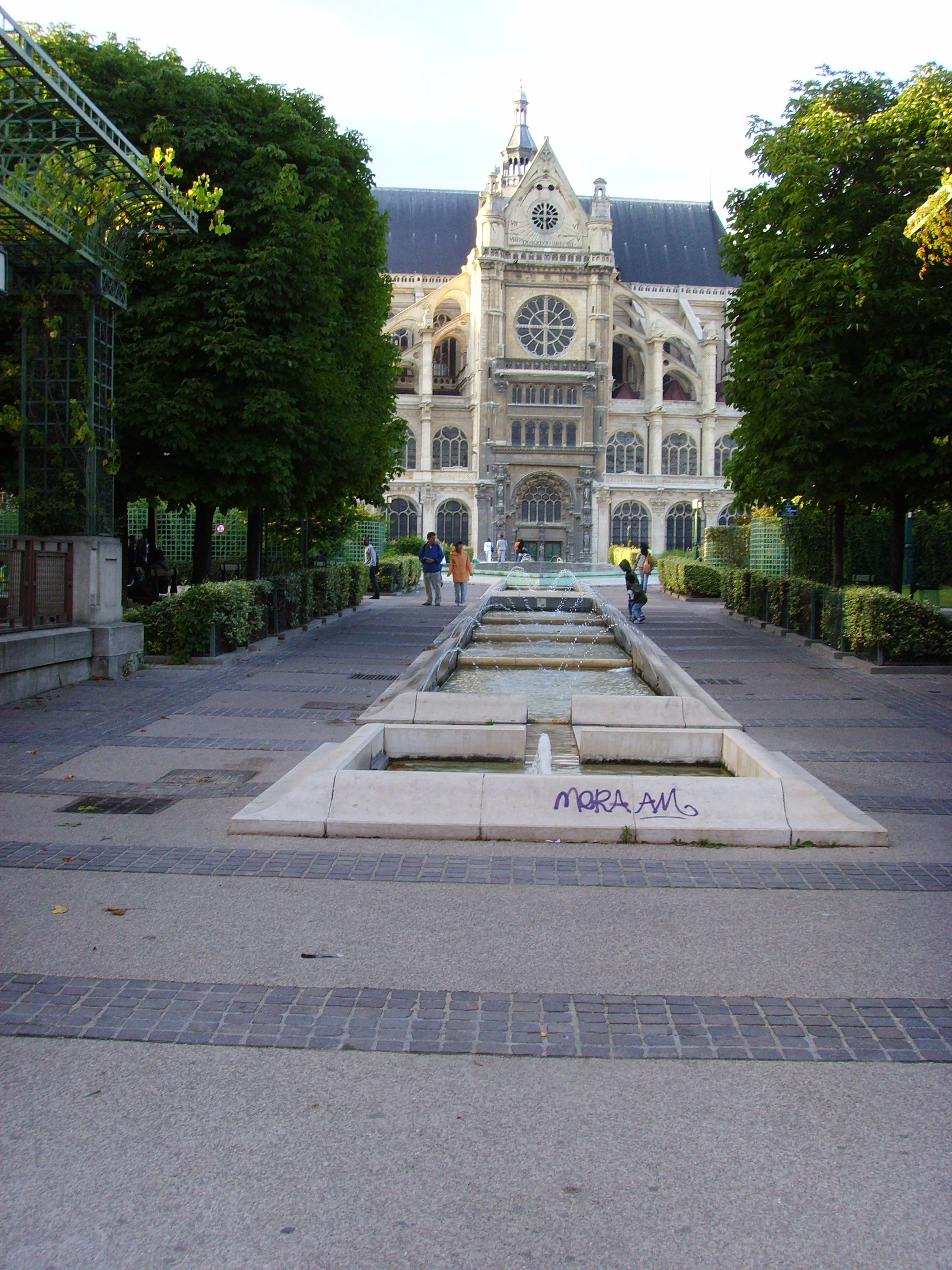
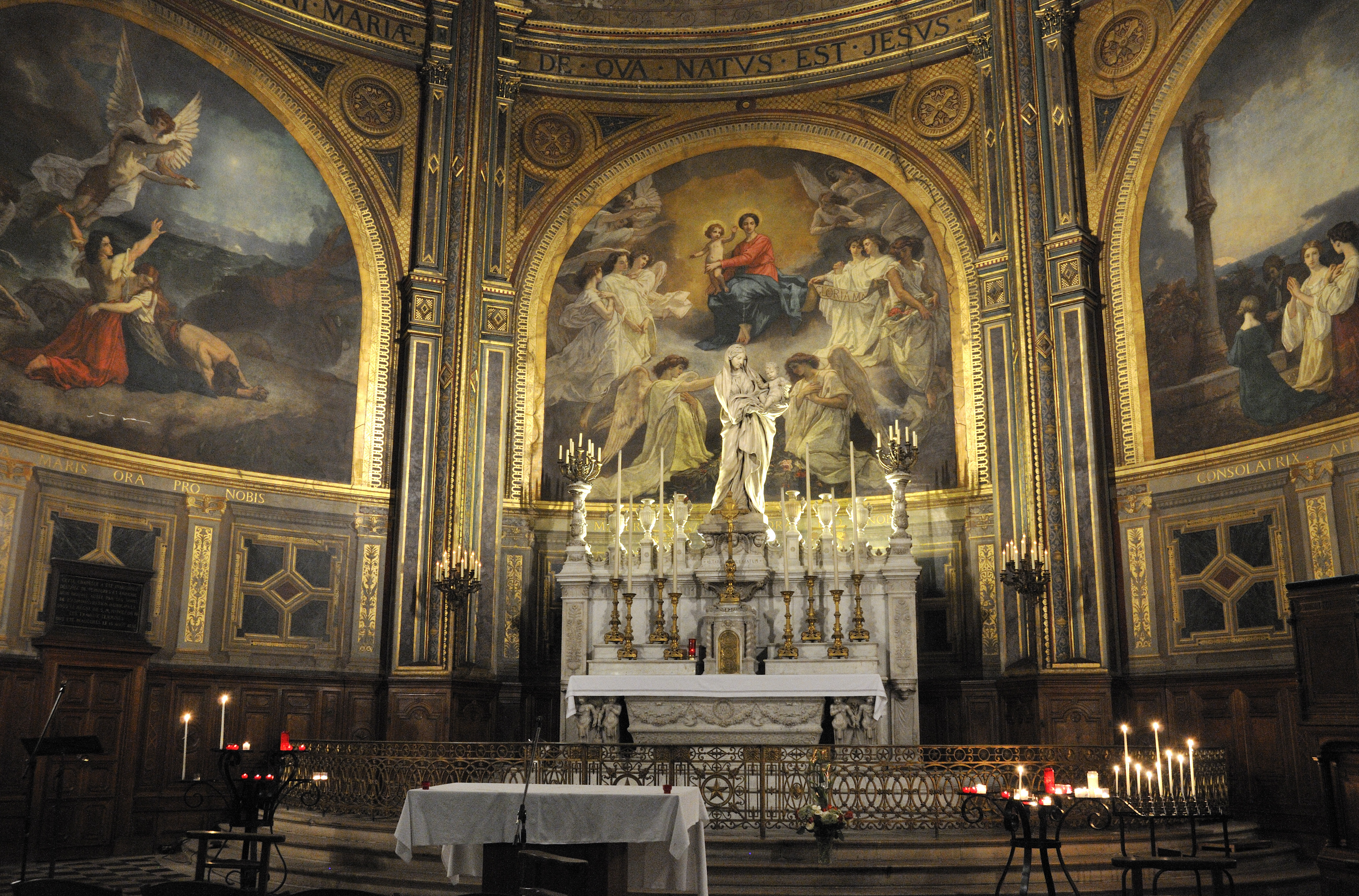
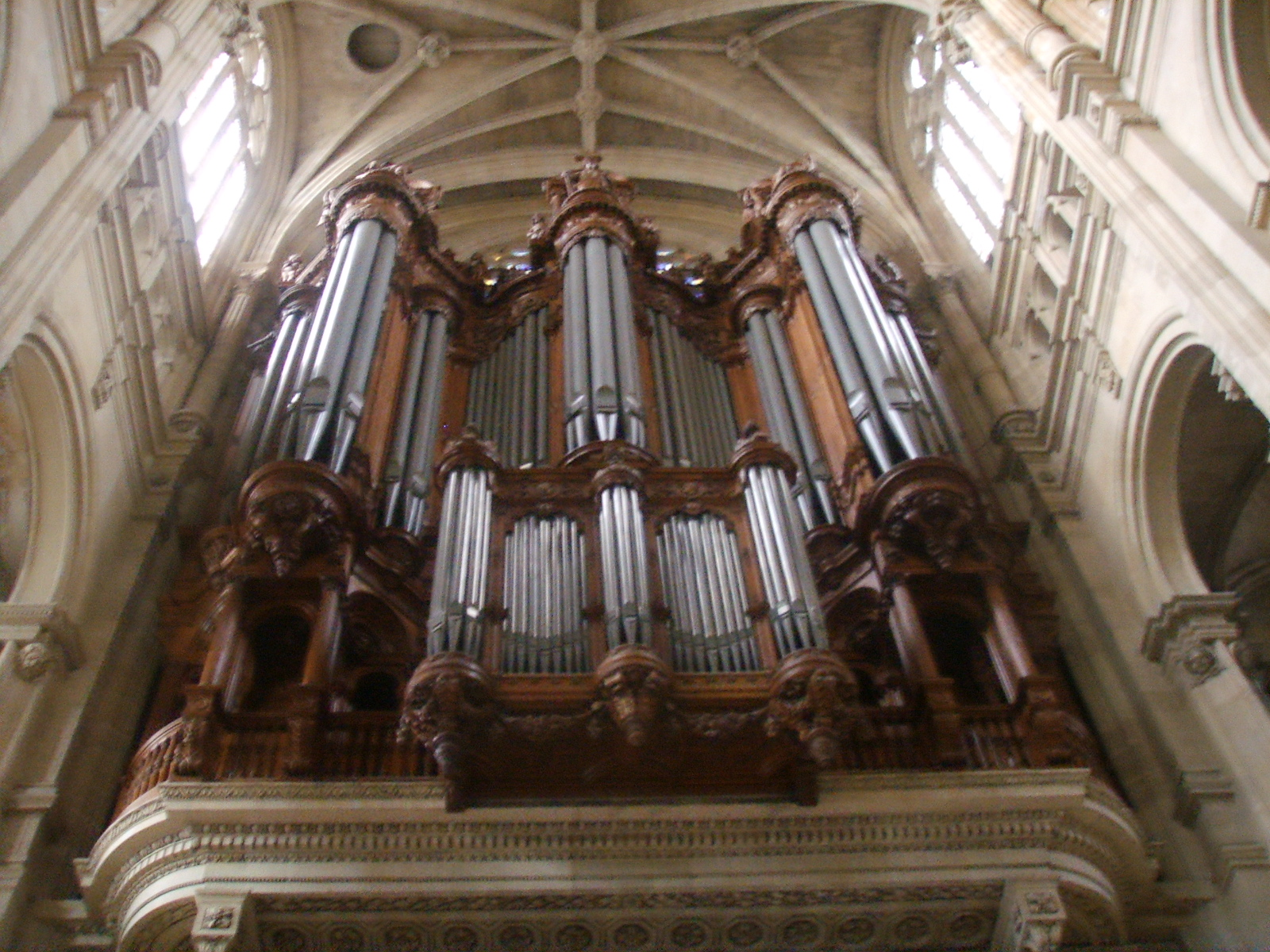